# Pleurona rudis
Pleurona rudis là một loài bướm đêm trong họ Erebidae.